# Catedral de la Resurrección y Santo Tomás (Zamość)
La Catedral de la Resurrección y Santo Tomás Apóstol o simplemente Catedral de Zamość (en polaco: Katedra Zmartwychwstania Pańskiego i św. Tomasza Apostoła) es el nombre que recibe un edificio religioso que está afiliado a la Iglesia Católica y se encuentra en casco antiguo de Zamość, una ciudad en el país europeo de Polonia.
Se trata de una iglesia construida a finales del XVI. Se encuentra en la llamada ruta Ruta del Renacimiento de Lublin. La Catedral fue establecida por el fundador de la ciudad, Jan Zamoyski, y el autor del proyecto fue el arquitecto italiano Bernardo Morando, que tomó como referencia a las iglesias italianas de los siglos XV, y XVI. Inicialmente se trataba de una colegiata, hasta 1992, cuando se estableció la Diócesis de Zamość-Lubaczów, que la elevó al rango de catedral por decisión del entonces papa Juan Pablo II. 

## Véase también

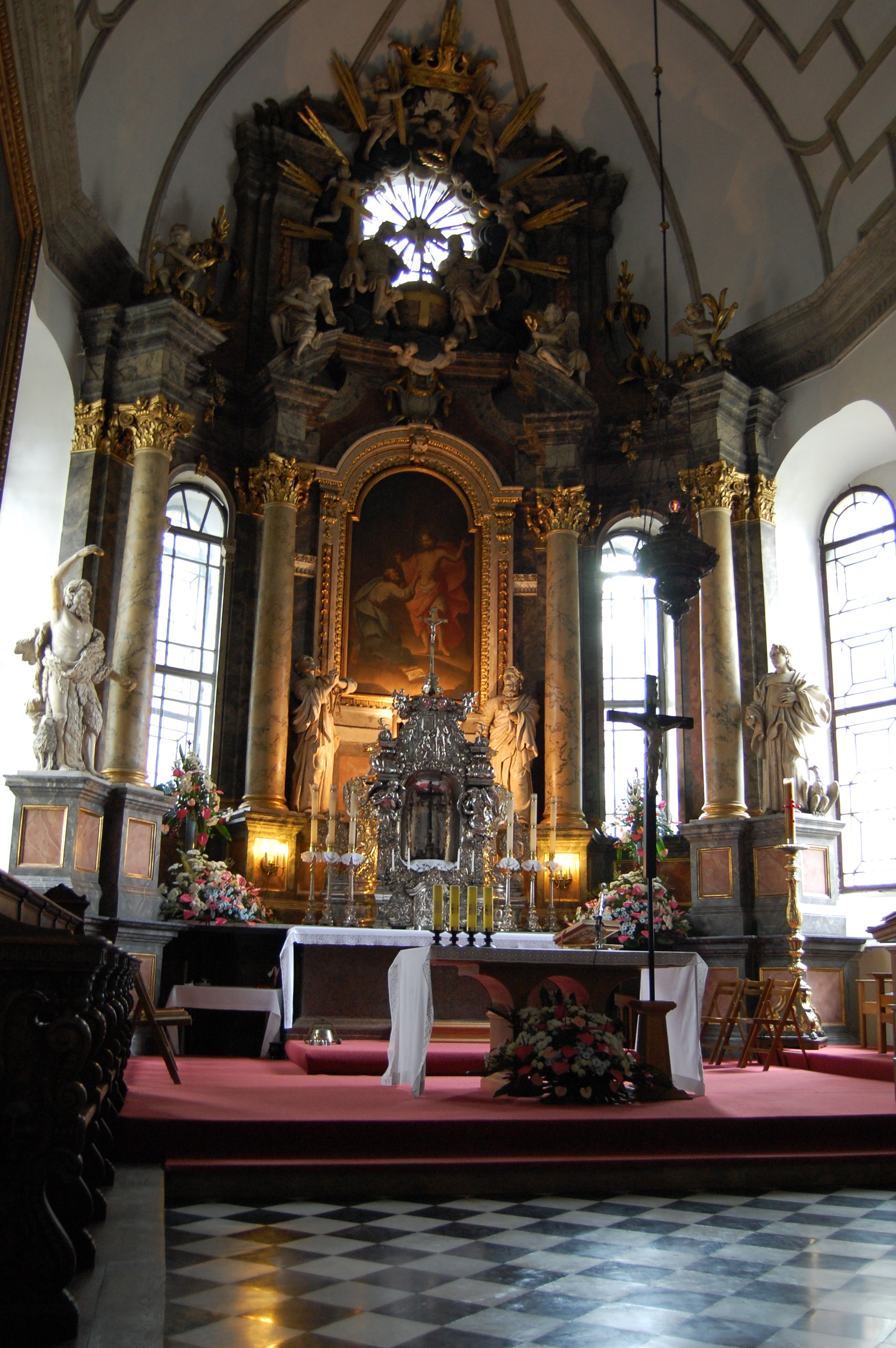
Vista interna